# Georges Mikautadze
Georges Mikautadze (in georgiano გიორგი მიქაუტაძე?; Lione, 31 ottobre 2000) è un calciatore francese naturalizzato georgiano, attaccante dell'Olympique Lione e della nazionale georgiana.

## Caratteristiche tecniche
È un centravanti tecnico, in possesso di una buona agilità e un ottimo fiuto per il gol. Può all'occorrenza ricoprire il ruolo di seconda punta o esterno alto. Mikautadze è un giocatore rapido, abile nel tagliare in area di rigore e capace di trovare la conclusione calciando bene con entrambi i piedi. Dispone inoltre di una buona potenza di tiro, dimostrandosi un discreto tiratore di rigori.

## Carriera

### Club

#### Gli inizi, Metz e vari prestiti
Cresciuto nei settori giovanili di Olympique Lione e Saint-Priest, nel luglio del 2017 viene acquistato dal Metz, con cui dopo aver fatto la trafila del settore giovanile riesce a debuttare in prima squadra il 7 dicembre 2019 giocando gli ultimi minuti dell'incontro di Ligue 1 perso 4-1 contro il Nizza. Tre giorni dopo prolunga il suo contratto con il club sino al 2023. Il 15 giugno 2020 viene ceduto in prestito al Seraing per una stagione segnando ventidue reti, è autore di una doppietta battendo per 4-3 il RWD Molenbeek e sconfiggendo per 5-2 il Waasland-Beveren, segna una tripletta nella vittoria per 5-2 contro il Lierse Kempenzonen e nel successo per 6-1 contro il Club NXT, oltre a mettere a segno un poker sconfiggendo per 5-3 il Lommel.
Il 30 agosto 2021, dopo avere disputato una gara con il Metz (nel pareggio per 3-3 contro il Lille) viene nuovamente ceduto in prestito al Seraing, durante la stagione segna un rigore battendo per 2-1 il Beerschot, sigla la rete del 2-0 sconfiggendo il Sint-Truiden, un altro gol lo segna vincendo per 3-1 l'OH Lovanio, inoltre la sua rete consegna la vittoria per 1-0 contro il RWD Molenbeek, segna una tripletta vincendo per 5-1 ai danni dello Zulte Waregem. Nella Coppa del Belgio la squadra batte per 3-0 il Lokeren-Temse, tutte le reti sono state segna da Mikautadze, inoltre riesce a segnare un rigore nel primo tempo negli ottavi di finale contro l'Anderlecht nel pareggio per 3-3, l'esito della partita si decide ai calci di rigore dove Mikautadze segna dal dischetto subendo comunque una sconfitta per 4-3.
A fine prestito fa ritorno al Metz, giocando della seconda divisione contribuendo alla risalita in Ligue 1 del club, segna una doppietta in varie partite, come nella vittoria contro il Rodez per 4-1, o contro l'Annecy ed il Bordeaux vincendo entrambi i match per 3-0, ma anche nelle vittorie per 3-1 contro il Saint-Étienne e il Chamois Niortais, tra l'altro è autore di una tripletta prevalendo per 4-1 contro il Paris: termina il campionato con 23 gol in 37 partite.

#### Ajax e ritorno al Metz
Il 30 agosto 2023 viene ceduto a titolo definitivo all'Ajax. Tuttavia a gennaio, dopo un semestre deludente con il club olandese, fa ritorno in prestito al Metz che, nonostante retroceda nuovamente in seconda divisione al termine della stagione, decide comunque di riscattarlo.

#### Olympique Lione
Il 18 luglio 2024 viene ceduto per 18,5 milioni di euro (più 4,5 milioni di bonus e una percentuale su una futura rivendita) all’Olympique Lione, con cui sottoscrive un contratto quadriennale.

### Nazionale
Il 25 marzo 2021 debutta con la nazionale georgiana giocando l'incontro di qualificazione per i Mondiali 2022 contro la Svezia perdendo per 1-0, nella partita successiva, il 2 giugno dello stesso anno, in un'amichevole contro la Romania segna il suo primo gol con la nazionale vincendo per 2-1. Il 12 ottobre 2023 gioca un'amichevole contro la Thailandia, segnando ben quattro gol nella vittoria finale per 8-0.
La Georgia si qualifica per l'Europeo 2024 dopo aver battuto ai rigori per 4-2 la Grecia, nonostante l'errore di Mikautadze dal dischetto. Convocato per il campionato d'Europa 2024, all'esordio nella competizione, nella gara della fase a gironi al Signal Iduna Park di Dortmund contro la Turchia, segna il primo storico gol della Georgia agli Europei di calcio, valido per il momentaneo pareggio (infine, la partita si concluderà sul punteggio di 3-1 in favore dei turchi). Quattro giorni più tardi si ripete, andando a segno con un calcio di rigore nel match contro la Rep. Ceca (1-1). Il 26 giugno, ancora una volta tramite un rigore trasformato, realizza il gol del definitivo 2-0 con cui la Georgia batte il Portogallo e si qualifica per la prima volta agli ottavi di finale della suddetta competizione.

## Statistiche

### Presenze e reti nei club
Statistiche aggiornate al 10 aprile 2025.
| Stagione        | Squadra         | Campionato      | Campionato | Campionato | Coppe nazionali | Coppe nazionali | Coppe nazionali | Coppe continentali | Coppe continentali | Coppe continentali | Altre coppe | Altre coppe | Altre coppe | Totale | Totale | Totale |
| Stagione        | Squadra         | Comp            | Pres       | Reti       | Comp            | Pres            | Reti            | Comp               | Pres               | Reti               | Comp        | Pres        | Reti        | Pres   | Reti   |        |
| --------------- | --------------- | --------------- | ---------- | ---------- | --------------- | --------------- | --------------- | ------------------ | ------------------ | ------------------ | ----------- | ----------- | ----------- | ------ | ------ | ------ |
| 2017-2018       | Metz 2          | N3              | 6          | 1          | -               | -               | -               | -                  | -                  | -                  | -           | -           | -           | 6      | 1      |        |
| 2018-2019       | Metz 2          | LGE             | 4          | 4          | -               | -               | -               | -                  | -                  | -                  | -           | -           | -           | 4      | 4      |        |
| 2019-2020       | Metz 2          | N3              | 18         | 8          | -               | -               | -               | -                  | -                  | -                  | -           | -           | -           | 18     | 8      |        |
| Totale Metz 2   | Totale Metz 2   | Totale Metz 2   | 28         | 13         |                 | -               | -               |                    | -                  | -                  |             | -           | -           | 28     | 13     |        |
| 2019-2020       | Metz            | L1              | 1          | 0          | CF+CdL          | 0               | 0               | -                  | -                  | -                  | -           | -           | -           | 1      | 0      |        |
| 2020-2021       | Seraing         | D2              | 21         | 19         | CB              | 1               | 0               | -                  | -                  | -                  |             | -           | -           | 22     | 19     |        |
| ago. 2021       | Metz            | L1              | 1          | 0          | CF+CdL          | 0               | 0               | -                  | -                  | -                  | -           | -           | -           | 1      | 0      |        |
| 2021-2022       | Seraing         | PL              | 28         | 9          | CB              | 3               | 4               | -                  | -                  | -                  | -           | -           | -           | 31     | 13     |        |
| Totale Seraing  | Totale Seraing  | Totale Seraing  | 49         | 28         |                 | 4               | 4               |                    | -                  | -                  |             | -           | -           | 53     | 32     |        |
| 2022-2023       | Metz            | L2              | 37         | 23         | CF              | 3               | 1               | -                  | -                  | -                  | -           | -           | -           | 40     | 24     |        |
| 2023-gen. 2024  | Ajax            | ED              | 6          | 0          | CO              | 1               | 0               | UEL                | 2                  | 0                  | -           | -           | -           | 9      | 0      |        |
| gen.-giu. 2024  | Metz            | L1              | 20+2       | 13+1       | CF              | -               | -               | -                  | -                  | -                  | -           | -           | -           | 22     | 14     |        |
| Totale Metz     | Totale Metz     | Totale Metz     | 59+2       | 36+1       |                 | 3               | 1               |                    | -                  | -                  |             | -           | -           | 62+2   | 37+1   |        |
| 2024-2025       | Olympique Lione | L1              | 32         | 11         | CF              | 2               | 2               | UEL                | 10                 | 4                  | -           | -           | -           | 44     | 17     |        |
| Totale carriera | Totale carriera | Totale carriera | 176        | 89         |                 | 10              | 7               |                    | 12                 | 4                  |             | -           | -           | 198    | 100    |        |

### Cronologia presenze e reti in nazionale
| Cronologia completa delle presenze e delle reti in nazionale ― Georgia | Cronologia completa delle presenze e delle reti in nazionale ― Georgia | Cronologia completa delle presenze e delle reti in nazionale ― Georgia | Cronologia completa delle presenze e delle reti in nazionale ― Georgia | Cronologia completa delle presenze e delle reti in nazionale ― Georgia | Cronologia completa delle presenze e delle reti in nazionale ― Georgia | Cronologia completa delle presenze e delle reti in nazionale ― Georgia | Cronologia completa delle presenze e delle reti in nazionale ― Georgia |
| Data                                                                   | Città                                                                  | In casa                                                                | Risultato                                                              | Ospiti                                                                 | Competizione                                                           | Reti                                                                   | Note                                                                   |
| ---------------------------------------------------------------------- | ---------------------------------------------------------------------- | ---------------------------------------------------------------------- | ---------------------------------------------------------------------- | ---------------------------------------------------------------------- | ---------------------------------------------------------------------- | ---------------------------------------------------------------------- | ---------------------------------------------------------------------- |
| 25-3-2021                                                              | Solna                                                                  | Svezia                                                                 | 1 – 0                                                                  | Georgia                                                                | Qual. Mondiali 2022                                                    | -                                                                      | 84’                                                                    |
| 2-6-2021                                                               | Ploiești                                                               | Romania                                                                | 1 – 2                                                                  | Georgia                                                                | Amichevole                                                             | 1                                                                      | 81’                                                                    |
| 6-6-2021                                                               | Enschede                                                               | Paesi Bassi                                                            | 3 – 0                                                                  | Georgia                                                                | Amichevole                                                             | -                                                                      | 66’                                                                    |
| 2-9-2021                                                               | Batumi                                                                 | Georgia                                                                | 0 – 1                                                                  | Kosovo                                                                 | Qual. Mondiali 2022                                                    | -                                                                      | 60’                                                                    |
| 5-9-2021                                                               | Badajoz                                                                | Spagna                                                                 | 4 – 0                                                                  | Georgia                                                                | Qual. Mondiali 2022                                                    | -                                                                      | 57’                                                                    |
| 8-9-2021                                                               | Sofia                                                                  | Bulgaria                                                               | 4 – 1                                                                  | Georgia                                                                | Amichevole                                                             | -                                                                      |                                                                        |
| 9-10-2021                                                              | Batumi                                                                 | Georgia                                                                | 0 – 2                                                                  | Grecia                                                                 | Qual. Mondiali 2022                                                    | -                                                                      | 60’                                                                    |
| 2-6-2022                                                               | Tbilisi                                                                | Georgia                                                                | 4 – 0                                                                  | Gibilterra                                                             | UEFA Nations League 2022-2023 - 1º turno                               | 1                                                                      |                                                                        |
| 5-6-2022                                                               | Razgrad                                                                | Bulgaria                                                               | 2 – 5                                                                  | Georgia                                                                | UEFA Nations League 2022-2023 - 1º turno                               | -                                                                      | 67’                                                                    |
| 9-6-2022                                                               | Skopje                                                                 | Macedonia del Nord                                                     | 0 – 3                                                                  | Georgia                                                                | UEFA Nations League 2022-2023 - 1º turno                               | -                                                                      | 71’                                                                    |
| 12-6-2022                                                              | Tbilisi                                                                | Georgia                                                                | 0 – 0                                                                  | Bulgaria                                                               | UEFA Nations League 2022-2023 - 1º turno                               | -                                                                      | 80’                                                                    |
| 23-9-2022                                                              | Tbilisi                                                                | Georgia                                                                | 2 – 0                                                                  | Macedonia del Nord                                                     | UEFA Nations League 2022-2023 - 1º turno                               | -                                                                      | 78’                                                                    |
| 26-9-2022                                                              | Gibilterra                                                             | Gibilterra                                                             | 1 – 2                                                                  | Georgia                                                                | UEFA Nations League 2022-2023 - 1º turno                               | -                                                                      | 60’                                                                    |
| 28-3-2023                                                              | Batumi                                                                 | Georgia                                                                | 1 – 1                                                                  | Norvegia                                                               | Qual. Euro 2024                                                        | 1                                                                      | 90’                                                                    |
| 17-6-2023                                                              | Larnaca                                                                | Cipro                                                                  | 1 – 2                                                                  | Georgia                                                                | Qual. Euro 2024                                                        | 1                                                                      | 88’                                                                    |
| 20-6-2023                                                              | Glasgow                                                                | Scozia                                                                 | 2 – 0                                                                  | Georgia                                                                | Qual. Euro 2024                                                        | -                                                                      |                                                                        |
| 8-9-2023                                                               | Tbilisi                                                                | Georgia                                                                | 1 – 7                                                                  | Spagna                                                                 | Qual. Euro 2024                                                        | -                                                                      |                                                                        |
| 12-9-2023                                                              | Oslo                                                                   | Norvegia                                                               | 2 – 1                                                                  | Georgia                                                                | Qual. Euro 2024                                                        | -                                                                      | 67’                                                                    |
| 12-10-2023                                                             | Tbilisi                                                                | Georgia                                                                | 8 – 0                                                                  | Thailandia                                                             | Amichevole                                                             | 4                                                                      | 58’                                                                    |
| 15-10-2023                                                             | Tbilisi                                                                | Georgia                                                                | 4 – 0                                                                  | Cipro                                                                  | Qual. Euro 2024                                                        | 1                                                                      | 58’                                                                    |
| 16-11-2023                                                             | Tbilisi                                                                | Georgia                                                                | 2 – 2                                                                  | Scozia                                                                 | Qual. Euro 2024                                                        | -                                                                      | 69’                                                                    |
| 19-11-2023                                                             | Valladolid                                                             | Spagna                                                                 | 3 – 1                                                                  | Georgia                                                                | Qual. Euro 2024                                                        | -                                                                      | 60’                                                                    |
| 21-3-2024                                                              | Tbilisi                                                                | Georgia                                                                | 2 – 0                                                                  | Lussemburgo                                                            | Qual. Euro 2024                                                        | -                                                                      | 77’                                                                    |
| 26-3-2024                                                              | Tbilisi                                                                | Georgia                                                                | 0 – 0 dts (4 – 2 dtr)                                                  | Grecia                                                                 | Qual. Euro 2024                                                        | -                                                                      | 74’                                                                    |
| 9-6-2024                                                               | Podgorica                                                              | Montenegro                                                             | 1 – 3                                                                  | Georgia                                                                | Amichevole                                                             | 1                                                                      | 80’                                                                    |
| 18-6-2024                                                              | Dortmund                                                               | Turchia                                                                | 3 – 1                                                                  | Georgia                                                                | Euro 2024 - 1º turno                                                   | 1                                                                      |                                                                        |
| 22-6-2024                                                              | Amburgo                                                                | Georgia                                                                | 1 – 1                                                                  | Rep. Ceca                                                              | Euro 2024 - 1º turno                                                   | 1                                                                      | 88’                                                                    |
| 26-6-2024                                                              | Gelsenkirchen                                                          | Georgia                                                                | 2 – 0                                                                  | Portogallo                                                             | Euro 2024 - 1º turno                                                   | 1                                                                      |                                                                        |
| 30-6-2024                                                              | Colonia                                                                | Spagna                                                                 | 4 – 1                                                                  | Georgia                                                                | Euro 2024 - Ottavi di finale                                           | -                                                                      | 78’                                                                    |
| 7-9-2024                                                               | Tbilisi                                                                | Georgia                                                                | 4 – 1                                                                  | Rep. Ceca                                                              | UEFA Nations League 2024-2025 - 1º turno                               | 1                                                                      | 75’                                                                    |
| 10-9-2024                                                              | Tirana                                                                 | Albania                                                                | 0 – 1                                                                  | Georgia                                                                | UEFA Nations League 2024-2025 - 1º turno                               | -                                                                      | 86’                                                                    |
| 11-10-2024                                                             | Poznań                                                                 | Ucraina                                                                | 1 – 0                                                                  | Georgia                                                                | UEFA Nations League 2024-2025 - 1º turno                               | -                                                                      |                                                                        |
| 14-10-2024                                                             | Tbilisi                                                                | Georgia                                                                | 0 – 1                                                                  | Albania                                                                | UEFA Nations League 2024-2025 - 1º turno                               | -                                                                      |                                                                        |
| 16-11-2024                                                             | Batumi                                                                 | Georgia                                                                | 1 – 1                                                                  | Ucraina                                                                | UEFA Nations League 2024-2025 - 1º turno                               | 1                                                                      | 67’                                                                    |
| 19-11-2024                                                             | Olomouc                                                                | Rep. Ceca                                                              | 2 – 1                                                                  | Georgia                                                                | UEFA Nations League 2024-2025 - 1º turno                               | 1                                                                      | 79’                                                                    |
| 20-3-2025                                                              | Erevan                                                                 | Armenia                                                                | 0 – 3                                                                  | Georgia                                                                | UEFA Nations League 2024-2025 - Play-off                               | 2                                                                      | 65’                                                                    |
| 23-3-2025                                                              | Tbilisi                                                                | Georgia                                                                | 6 – 1                                                                  | Armenia                                                                | UEFA Nations League 2024-2025 - Play-off                               | 2                                                                      | 77’                                                                    |
| Totale                                                                 |                                                                        | Presenze                                                               | 37                                                                     |                                                                        | Reti (2º posto)                                                        | 20                                                                     |                                                                        |

## Palmarès

### Individuale
- Capocannoniere del campionato francese di seconda divisione: 1

2022-2023 (23 gol)
- Capocannoniere dell'Europeo: 1 (parimerito)

2024 (3 gol)